# Thomas Francis Wade
Pour les articles homonymes, voir Wade.
Thomas Francis Wade est diplomate, linguiste et sinologue britannique né le 25 août 1818 à Londres et décédé le 31 juillet 1895 à Cambridge. Il est connu pour la création en 1859 d’un système de romanisation pour la transcription de la prononciation chinoise, modifié, élargi et converti plus tard en Wade-Giles Romanisation pour le Chinois mandarin par Herbert Giles en 1892. En Chine, il est connu sous son nom chinois : Wei Tuoma. Thomas Francis Wade a tenu un rôle majeur dans les relations entre la Grande-Bretagne et la Chine pendant une quarantaine d'années.

## Biographie
Thomas Wade, fils aîné d'un soldat, a été soldat lui-même au cours de sa jeunesse, s'engageant en 1838 dans le 81e corps d'infanterie de l'armée anglaise. Il a appris le chinois au cours de sa participation à la Guerre de l'opium. La cession de Hong-Kong à la Grande-Bretagne dans le cadre du Traité de Nankin en 1842 a permis à Wade de travailler comme interprète de garnison. Il prit sa retraite militaire en 1847, une fois fait assistant secrétaire de chinois. Thomas Wade  quitte Hong-Kong en 1852 pour un poste de vice-consul à Shanghaï. Après une courte période, Thomas Wade a quitté cette fonction, la laissant à Horatio Nelson Lay, et fut envoyé par John Bowring, gouverneur de Hong-Kong, en Cochinchine. Wade servit une dernière fois dans l'armée au cours du siège de la zone étrangère de Shanghaï par les forces impériales en avril 1854.
Thomas Wade a été chargé d'affaires à Pékin de juin 1864 à novembre 1865 et de novembre 1869 à juillet 1871; il a par la suite été président de la Royal Asiatic Society de 1887 à 1890, faisant suite à William Muir.